# Джамі (програма)
Джамі (англ. Jami, раніше — GNU Ring, ще раніше — SFLphone) — професійний програмний VoIP-клієнт, що підтримує роботу P2P без централізованого сервера для імен користувачів завдяки використанню технології OpenDHT на блокчейні Етеріум. Історично також підтримує протоколи SIP і IAX2. Написаний з використанням Qt і тісно інтегрований з технологіями KDE. Проєкт створений з оглядкою на специфіку використання в корпоративному секторі й оптимізований для організації роботи секретаря, якому щодня доводиться приймати й перенаправляти сотні дзвінків. Код SFLPhone розповсюджується під ліцензією GPLv3.
Влітку 2012 розробник, квебекська компанія Savoir-faire Linux, перевела розробку проєкту SFLPhone в екосистему KDE з подальшим розвитком продукту згідно з принципами KDE. Перший реліз SFLPhone 1.2 сформований з використанням інфраструктури KDE, в тому числі штатного репозиторію, платформи локалізації та системи відстежування помилок. Перед цим, SFLPhone успішно пройшов тестування на відповідність коду критеріям якості KDE і тепер офіційно включений в ієрархію проєктів KDE.

## Можливості
Інтерфейс програми спроєктований з оглядкою на простоту використовування і кастомізації. Підтримується виконання дій в режимі drag'n'drop. Оформлення може легко змінюватися залежно від виконуваних завдань, від простого оформлення у вигляді стандартного телефону до багатопанельних форм в стилі кол-центру.
Основні можливості SFLPhone:
- Підтримка одночасної обробки декількох дзвінків;
- Організація телефонних конференцій без залучення зовнішніх інструментів;
- Підтримка класичного і call-to-call методів перенаправлення дзвінків;
- Можливість одночасного використання конфігурацій для декількох обліківок;
- Інтеграція з адресною книгою KDE PIM (Akonadi);
- Підтримка різних пристроїв для здійснення дзвінків та подачі сигналу про дзвінок;
- Функції безпечного виконання дзвінків;
- Історія дзвінків;
- Голосова пошта;
- Запис дзвінків;
- Базова підтримка відеодзвінків.